# The Turbo-Charged Prelude for 2 Fast 2 Furious
The Turbo-Charged Prelude for 2 Fast 2 Furious è un cortometraggio del 2003, prequel di 2 Fast 2 Furious. È presente nella versione DVD e blu-ray del medesimo film.

## Trama
Il cortometraggio segue il finale del primo film, dove Brian ha dato la sua auto a Dominic Toretto per consentirgli la fuga ed evitargli la cattura da parte della polizia il cui arrivo è preannunciato dalle sirene in lontananza. Il suo atto di amicizia e lealtà nei confronti dell'amico criminale gli costa il posto nell'FBI. Brian diventa un ricercato e fa perdere le proprie tracce, scappando a bordo di una Dodge Stealth rossa. Il giorno stesso, la polizia irrompe in casa sua ma gli agenti trovano soltanto il suo vecchio distintivo. Brian, ormai fuggitivo, rimedia qualche dollaro con delle corse clandestine ma il suo nome e la sua foto sono sul giornale, rendendogli la fuga più difficile.
Mentre è intento ad ordinare da mangiare in un fast food, due agenti di pattuglia entrano e lo guardano, senza però riconoscerlo ma una ragazza lo scruta insospettita. Brian non può rimanere, torna in macchina e parte in sgommata. La sera stessa, mentre alloggia in un motel, guarda il telegiornale che parla del suo recente avvistamento. Decide che è troppo pericoloso restare e si dirige verso la sua auto. Degli agenti sul posto, però, stanno controllando proprio la sua Mitsubishi e, colto alla sprovvista, si ferma di scatto per evitare ogni contatto visivo con la polizia. Tornando indietro, urta contro la ragazza del fast food alla quale chiede subito scusa per poi dileguarsi nella notte.
Brian, a piedi in piena autostrada, è costretto all'autostop ma riesce a farsi dare un passaggio proprio dalla ragazza che il giorno prima ha incontrato al fast food e fuori dal motel, poco prima di scappare. La ragazza lo accompagna fino ad una concessionaria di auto usate pur sapendo benissimo che è un fuggitivo. Qui, nota una Nissan Skyline sporca e impolverata. Pagato il nuovo mezzo, Brian si dirige verso un'officina meccanica dove provvede ad alcune modifiche al motore e ad una nuova livrea grigia metallizzata per la carrozzeria.
Tornato sulle strade, ricomincia a correre per fare qualche soldo e dovendo, successivamente, scegliere tra New York e Miami, decide di recarsi in Florida cominciando a farsi un nome anche in questa città. Qui comincia la storia di 2 Fast 2 Furious.

## Altri media

### Videogioco
Dal cortometraggio è tratto Fast & Furious: Fugitive, videogioco per telefono cellulare distribuito in versione a due dimensioni e in versione a tre dimensioni, con differenze sostanziali. In entrambe le versioni, il gioco parla della fuga di Brian O'Conner dopo gli eventi del film Fast and Furious.